# 长偏顶蛤
长偏顶蛤（学名：Modiolus elongatus），是贻贝目壳菜蛤科偏顶蛤属的一种。主要分布于新加坡、中国大陆、台湾，常栖息在潮下带10－90米。